# Francisco I Sforza
Francesco I Sforza (San Miniato, Toscana, 23 de julio, de 1401-8 de marzo de 1466) fue un condotiero italiano, fundador de la dinastía Sforza en Milán.

## Biografía
Francesco era uno de los siete hijos ilegítimos del condotiero Muzio Attendolo Sforza con Lucía da Torsano. Pasó su niñez en Tricarico, en la actual región de Basilicata, marquesado que le fuera otorgado en 1412 por el rey Ladislao I de Nápoles. En 1418 contrajo nupcias con Polissena Ruffo, una noble calabresa.
Desde 1419, luchó junto con su padre, ganando rápida fama por su habilidad para doblar barras de metal con las manos. Más adelante probó ser un experto estratega y un comandante de campo muy preparado. Después de la muerte de su padre, combatió inicialmente para el ejército napolitano y luego para Martín V y para Filippo Maria Visconti, duque de Milán. Luego de algunos éxitos militares cayó en desgracia y fue enviado prisionero al castillo de Mortara. Recuperó su libertad después de una exitosa expedición contra Lucca.
En 1431, tras un período en que luchó nuevamente para los estados papales, lideró el ejército milanés contra la República de Venecia. Al año siguiente tuvo lugar su compromiso con la hija del duque, Bianca Maria. Sin embargo, el duque no estaba de acuerdo con tal compromiso. La alianza de los caudillos mercenarios dependía, obviamente, del pago por su oficio. Entre 1433 y 1435 Sforza dirigió los ataques milaneses contra los Estados pontificios, pero cuando conquistó Ancona, cambió de bando, obteniendo el título de vicario de la ciudad directamente del papa Eugenio IV. Entre 1436 y 1439 sirvió alternativamente para Florencia y para la República de Venecia.
En 1440 sus feudos en el reino de Nápoles fueron ocupados por el rey Alfonso I, y —para recuperarlos— Sforza se reconcilió con Filippo Visconti. El 25 de octubre de 1441 pudo desposar finalmente a Bianca Maria en Cremona. Al año siguiente se alió con Renato de Anjou, pretendiente al trono de Nápoles, y marchó contra el sur de Italia. Después de algunas derrotas iniciales, venció al comandante napolitano Niccolò Piccinino gracias a la ayuda de Segismundo Malatesta y de los venecianos, y pudo retornar triunfante a Milán.
Sforza se encontró luego luchando contra el hijo de Niccolò,  Francesco Piccinino, a quien derrotó en la batalla de Montolmo en 1444, y después contra la alianza entre los Visconti, Eugenio IV y Malatesta, quien supuestamente había asesinado a Polissena. Con el apoyo de Venecia, Sforza venció nuevamente, y en compensación por abandonar a los venecianos recibió el título de capitán general del ejército de Milán.
A la muerte del duque Filippo Maria  en 1447 sin dejar herederos varones, se desató una lucha por restaurar la llamada República Ambrosiana. Sforza recibió la signoria de muchas ciudades del ducado, incluyendo Pavía y Lodi, y comenzó a hacer cuidadosamente planes para conquistar la efímera república, aliado con Guillermo VIII de Montferrato y —nuevamente— Venecia.

### Duque de Milán (r. 1450-1466)

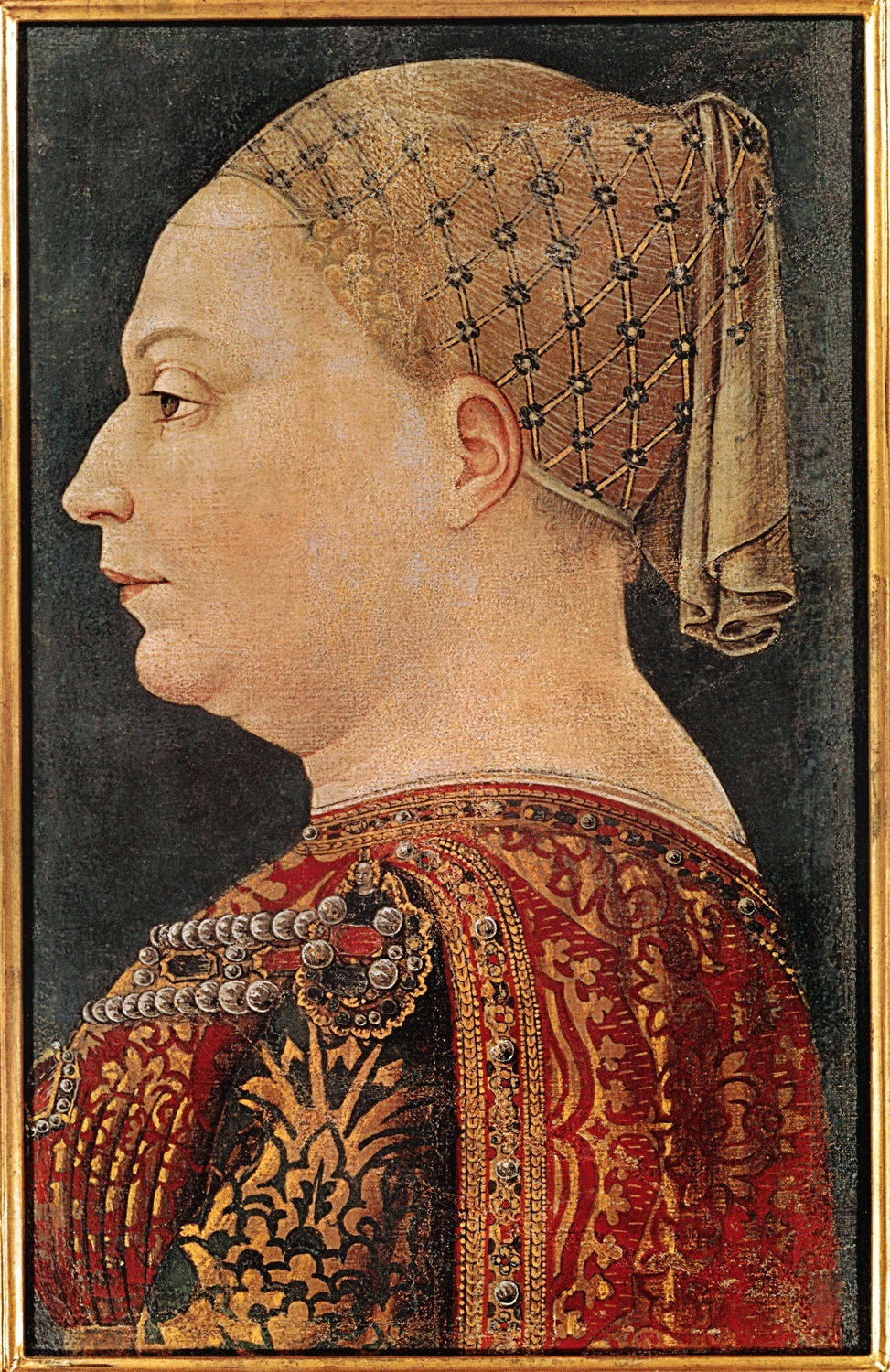
Bonifacio Bembo, Francesco Sforza e Bianca Maria Visconti, detalle de Bianca Maria, mitad del (Pinacoteca di Brera)

En 1450, tras años de hambruna, estallaron disturbios en las calles de Milán que llevaron al senado de la ciudad a ofrecer a Sforza el ducado. Fue la primera vez que un título nobiliario lo concedía una institución democrática. Al año siguiente Sforza obtuvo la ordenación del Emperador de Alemania, Federico III.
Durante su gobierno, que fue moderado y capaz, Sforza modernizó la ciudad y el ducado. Creó un eficiente sistema de impuestos que generó enormes ingresos para el gobierno. Su corte se convirtió en un centro cultural del Renacimiento, y la población de Milán le tuvo mucho aprecio. En la ciudad fundó el Hospital Mayor, restauró el Palazzo di Arengo y construyó el Naviglio d'Adda, canal que conectaba con el río Adda.
En esta época, Florencia estaba bajo el gobierno de Cosme de Médici, y los dos gobernantes se hicieron amigos. La amistad se manifestó en la Paz de Lodi, una alianza entre Florencia y Milán que logró la estabilidad del norte de Italia por varios años. Luego del tratado, Sforza renunció a parte de las conquistas en el este de Lombardía obtenidas por su condotiero Bartolomeo Colleoni.
Como entre los firmantes del tratado estaba el rey Alfonso de Nápoles, Sforza también abandonó su apoyo al pretendiente Renato de Anjou. Asimismo se propuso conquistar Génova, posesión de los Anjou: cuando una revuelta los sacó del poder en 1451, hizo elegir a su pupilo Spinetta Campofregoso como dogo de Génova. Sforza ocupó Génova y Savona hasta 1464.
Sforza sufría de hidropesía y gota. En 1462 corrieron rumores sobre su muerte y surgieron disturbios en Milán. Sin embargo, sobrevivió cuatro años más, hasta fallecer en marzo de 1466, siendo su sucesor su hijo el duque Galeazzo María Sforza.

## Cultura
Sforza es mencionado muchas veces en El príncipe de Maquiavelo, que resalta su habilidad para gobernar, y como ejemplo ilustrativo del peligro que conlleva para un gobernante apoyarse en tropas mercenarias.

## Descendencia
Con su segunda esposa, Blanca María Visconti, tuvo ocho hijos:
- Galeazzo María Sforza (1444-1476), su sucesor en el Ducado de Milán,[6] casado con Bona de Saboya, con descendencia.
- Hipólita María Sforza (1446-1484), casada con el rey Alfonso II de Nápoles,[7] con sucesión.
- Filippo Maria Sforza (1449-1492), conde de Córcega y Pavía.
- Sforza María Sforza (1451-1479), Duque de Bari.
- Ludovico Sforza (1452-1508), Duque de Bari y luego Duque de Milán, casado con Beatriz de Este, con sucesión.
- Ascanio Sforza (1455-1505), Cardenal y Vicecanciller de la Iglesia Católica.
- Isabel Sforza (1456-1472), casada con el marqués Guillermo VIII de Montferrato, sin sucesión.
- Octaviano Sforza (1458-1477), conde de Lugano.

## En la ficción
En octubre de 2016 Francisco fue interpretado por el actor Anthony Howell en la miniserie Medici: Masters of Florence.
En el DLC The Forgotten Empires, del juego Age of Empires II HD, es un personaje jugable durante su ascenso al poder.
En el Age Of Empires 2 Definitive Edition, vuelve también como personaje jugable con una campaña remasterizada.